# Petriolo
Petriolo é uma comuna italiana da região dos Marche, província de Macerata, com cerca de 2.045 habitantes. Estende-se por uma área de 15 km², tendo uma densidade populacional de 136 hab/km². Faz fronteira com Corridonia, Loro Piceno, Mogliano, Tolentino, Urbisaglia.

## Demografia
| Variação demográfica do município entre 1861 e 2011                               |
|                                                                                   |
| Fonte: Istituto Nazionale di Statistica (ISTAT) - Elaboração gráfica da Wikipedia |